# 도요토미 사다코
도요토미 사다코(일본어: 豊臣 完子, 1592년(분로쿠 원년) - 1658년 9월 15일(만지 원년 8월 18일)는 아즈치모모야마 시대부터 에도 시대 전기까지의 인물로, 도요토미 히데요시(豊臣秀吉)의 조카 도요토미 히데카쓰(豊臣秀勝)의 딸이다. 고셋케(五攝家) 출신인 구조 유키이에(九条幸家)와 혼인하여 종2위(従二位)가 되었다. 원호는 덴신인(天真院)이다.

## 생애
아버지는 도요토미 히데카쓰, 어머니는 고우(江)이다. 태어나기 전 아버지 히데카쓰가 임진왜란(壬辰倭亂)에 참전하였다가 조선 거제도에서 병사하면서 1592년 히데카쓰의 유복녀로 출생하였다. 어린 시절의 이름은 알려져 있지 않다.
1595년(분로쿠 4년) 어머니 고우가 도쿠가와 히데타다(徳川秀忠)에게 재가하면서 이모인 요도도노에게 맡겨져 요도도노의 양녀가 되었다.
1604년(게이초 9년) 구조 가의 당주가 되는 구조 유키이에와 혼인하였다.
1608년(게이초 13년) 유키이에가 관백(関白)에 서임되면서 기타노만도코로(北政所)의 자리에 올랐다. '사다코(完子)'라는 이름은 이 시점에 지어진 것으로 추정된다.
1615년(게이초 20년) 친정인 도요토미 가문이 멸망하여 에도 2대 쇼군 히데타다의 양녀가 되어 지위를 유지하였다.
1658년(만지 원년) 67세로 사망하였다.

## 가계
- 니조 야스미치 - 사다코의 장남
- 구조 미치후사 - 사다코의 차남
- 마쓰도노 미치모토 - 사다코의 3남